# Kossou (jezero)
Jezero Kossou (fra. Lac de Kossou) je najveće jezero u Obali Bjelokosti. Leži na rijeci Bandama u središtu zemlje. To je umjetno jezero, nastalo 1973. pregrađivanjem rijeke Bandame kod Kossoua (brana Kossou). Oko 75 000 ljudi iz naroda Baoulé je raseljeno zbog jezera.

## Povijest
Jezero Kossou nastalo je nakon izgradnje brane Kossou preko rijeke Bandama koja je dovršena 1973. Projekt brane Kossou dovršen je pod pokroviteljstvom Razvojnog programa Ujedinjenih naroda, a uključena agencija je Authorite de Valle du Bandama (ADV). Uključivalo je preseljenje oko 75.000 ljudi iz 200 naselja, u 54 nova sela koja je izgradio ADV, 32 u šumskoj zoni i 22 u zoni savane. 22 000 ljudi je preseljeno prije nego što je voda počela puniti jezero 1971.
Brana je izgrađena od zemlje sa kamenim nasipom, a duga je oko 1,500 m. Zahvaćena voda pokreće hidroelektranu snage 174 megavata. Kad se napuni, jezero će imati površinu od oko 206 m iznad razine mora, dužinu 180 km i širinu 45 km, s površinom od 1,855 km2 i kapacitetom od 28.8 km3.
Osim proizvodnje električne energije, stvaranjem jezera željelo se potaknuti lokalno stanovništvo da ostane na tom području i koristi vodu za navodnjavanje svojih usjeva, a također se nadalo da će se razviti ribarska industrija. Godine 1975. jezero je doseglo svoju najveću nadmorsku visinu od 193 m, u kojoj je točki njegova površina bila oko 50% njegovog punog potencijala. Do 1994. godine nije se dalje povećavao zbog smanjenja količine oborina u njegovom slijevu i određenog crpljenja vode kroz nasipe uzvodno.
Količina oborina u slivnom području nastavila je biti niža od dugoročnog prosjeka, a površina jezera ostala je na oko 50% od očekivane; mnogi razvlašteni poljoprivrednici koji su bili preseljeni tražili su natrag svoju zemlju.:95 Godine 1983. ozbiljna suša i opsežni šumski požari uništili su usjeve i plantaže kave i kakaovca u blizini jezera, uzrokujući velike ekonomske gubitke.
Godine 2019. razmatran je projekt stvaranja plutajuće solarne fotonaponske sheme na površini jezera. Imao bi instaliranu snagu između 10 i 20 megavata. 

## Divlje životinje
Rano obilježje jezera bio je razvoj velikih populacija invazivnog vodenog kupusa ( Pistia stratiotes ) na površini vode. Na jezeru ima nilskih konja i drugih vodenih životinja, a zabilježen je i sve veći broj ptica koje ovdje borave ili posjećuju to područje.
Prije izgradnje brane, dominantne vrste riba pronađene u rijeci bile su Labeo coubie i Alestes rutilus, a Tilapia zillii pronađena je u tihim rukavcima. Do 1975. vrste ulovljene u jezeru uključivale su nilskog grgeča (Lates niloticus), Distichodus rostratus, Alestes baremoze, Brycinus nurse, Labeo senegalensis, Pellonula afzeliusi, somove Schilbe mystus i Clarias anguillaris.

## Vanjske poveznice
- |  | Zajednički poslužitelj ima još gradiva o temi Kossou (jezero) |
- Ivory Coast energy